# 單型

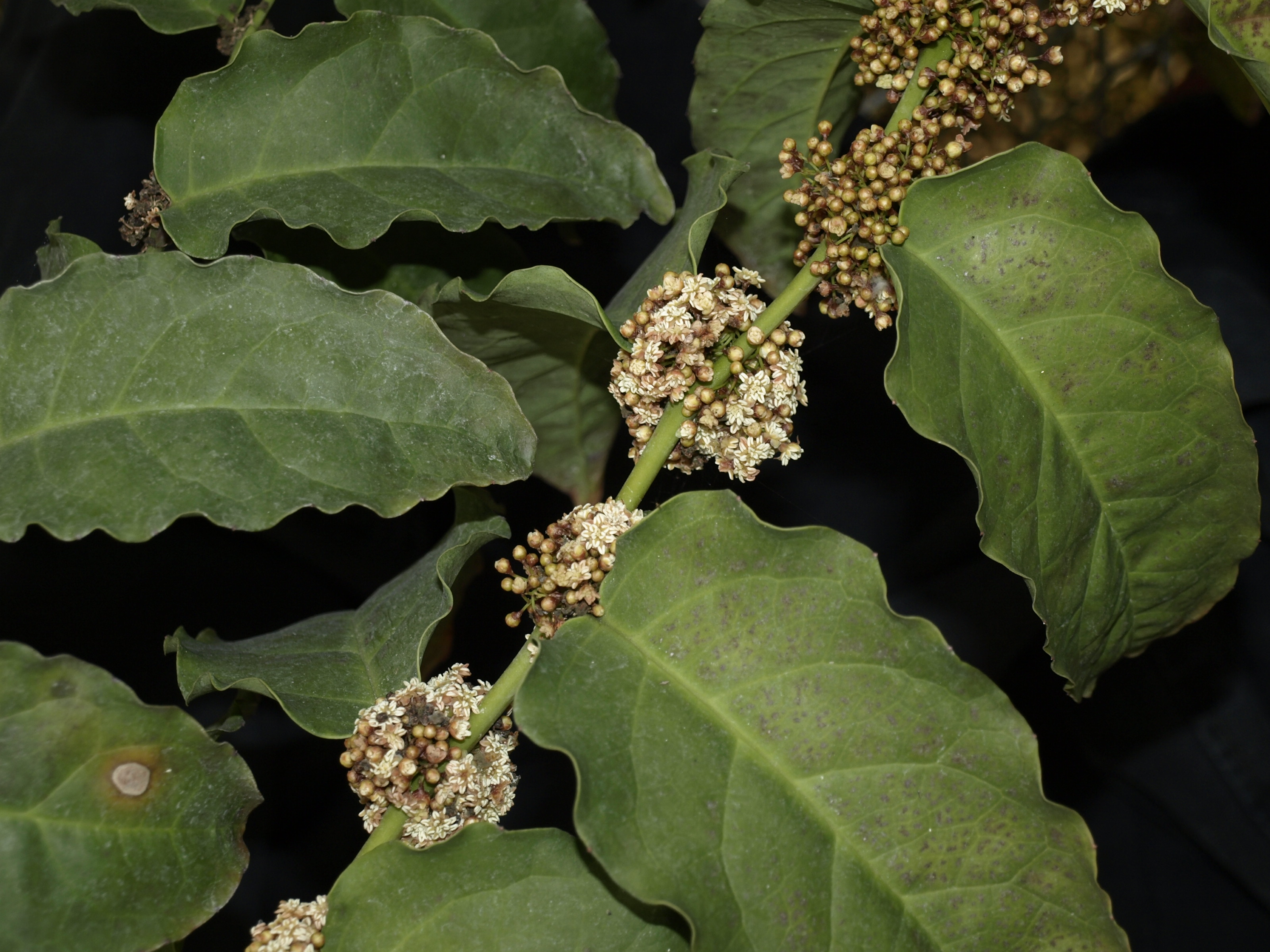
無油樟（Amborella trichopoda）所屬的無油樟目（Amborellales）為一個單型目

單型（英語：Monotypic）在生物分類學上，是指一個分類群中只含有唯一一個類型。而在植物分類學及動物分類學之間，對「單型」的用法又不甚相同：
- 在植物學中，「單型」指的是一個只含有單一物種的分類單元（taxon）。舉例而言，在不計入已滅絕史前物種的情況下，只有一個物種的銀杏屬（Ginkgo），就是一個單型屬；只有一個物種的銀杏科（Ginkgoaceae），則是一個單型科。由於物種以下還可再細分，因此「單型」在此例更為精確的說法是「單種」（unispecific），也就是單種屬和單種科。

- 在動物學中，「單型」指的是一個只含有單一次級分類單元的分類單元[1]。舉例而言，一個單型科只含有一個屬；一個單型屬下只含有一個物種；而一個單型種，則表示此種無法細分出不同亞種。例如土豚科土豚屬的唯一現存物種為土豚，蝰蛇科尖吻蝮屬的唯一現存物種為尖吻蝮（百步蛇），鯨頭鸛科鯨頭鸛屬唯一現存物種為鯨頭鸛，土豚、尖吻蝮與鯨頭鸛都是單型種。人類也是一個單型種，因為當前人屬唯一公認的現存物種是智人，而智人彼此間的基因差距太小，以致於無法再細分出亞種。